# Тундровая (верхний приток Дудыпты)
Ту́ндровая (также Волчья) — река в Таймырском Долгано-Ненецком районе Красноярского края России, правый приток Дудыпты. Длина реки — 84 км, площадь водосборного бассейна — 803 км².
Река берёт начало из небольшого озерка в заболоченной местности на Северо-Сибирской низменности на высоте более 50 м над уровнем моря. Течёт преимущественно на юг и юго-восток по тундровой местности. В среднем течении с запада огибает озеро Шаман, из которого принимает сток через неширокую протоку. В левобережье низовья еще два относительно крупных водоёма — озёра Тундровое и Парфирия. Впадает в Дудыпту справа в 402 км от её устья, на высоте 33 м над уровнем моря. В нижнем течении ширина русла достигает 30 м при глубине 0,5 м, скорость течения — 0,4 м/с.
Основной приток — река Белый Яр длиной 30 км, впадает слева.

## Данные водного реестра
По данным государственного водного реестра России и геоинформационной системы водохозяйственного районирования территории РФ, подготовленной Федеральным агентством водных ресурсов:
- Бассейновый округ — Енисейский
- Речной бассейн — Пясина
- Речной подбассейн — нет
- Водохозяйственный участок — Пясина и другие реки бассейна Карского моря от восточной границы бассейна Енисейского залива до западной границы бассейна реки Каменная
- Код объекта в государственном водном реестре — 17020000112116100121500[3].